# Хуна (аэропорт)
Аэропорт Хуна (англ. Hoonah Airport), (ИАТА: HNH, ИКАО: PAOH) — государственный гражданский аэропорт, расположенный в 1,6 километрах к юго-востоку от города Хуна (Аляска), США.

## Операционная деятельность
Аэропорт Хуна расположен на высоте 5,8 метров над уровнем моря и эксплуатирует одну взлётно-посадочную полосу:
- 5/23 размерами 913 х 23 метров с асфальтовым покрытием.